# Hugo Salas Wenzel
Hugo Iván Salas Wenzel (Copiapó, 30 de octubre de 1935-Santiago, 11 de agosto de 2021) fue un militar chileno, con rango de general de división del Ejército de Chile y que se desempeñó como director de la Central Nacional de Informaciones (CNI) entre 1986 y 1988.
En dicho cargo, cometió violaciones de derechos humanos durante la dictadura militar del general Augusto Pinochet. Fue juzgado y condenado a cadena perpetua en agosto de 2007 por su participación en la llamada «Operación Albania». Durante ella, en 1987 perecieron doce miembros del opositor Frente Patriótico Manuel Rodríguez (FPMR). Fue el primer exoficial mayor condenado a cadena perpetua por su actuación durante la  dictadura militar en los años 1980.

## Proceso y condena
Desde diciembre de 1986 hasta noviembre de 1988, fue director de la Central Nacional de Informaciones (CNI), que reemplazó a la DINA. Durante esos años este organismo estuvo implicado en la citada «operación Albania», en cuyo marco se produjo la Matanza de Corpus Christi (15-16 de junio de 1987), cuando 12 frentistas fueron asesinados. El 29 de octubre de 1999, junto con el general (r) Humberto Leiva fue acusado por este crimen, el primero de ser el autor del crimen y a Leiva, subdirector de la CNI en 1987, de encubrirlo.
Seguidamente, en enero de 2005 fue condenado a cadena perpetua por su papel en la matanza y otros catorce agentes de la CNI (entre los que no se encontraba Leiva) recibieron penas que van de los tres a los quince años de cárcel. Los sentenciados apelaron, pero en agosto de 2007 la Corte Suprema de Chile sostuvo las condenas, en particular la de Salas "como autor de cinco homicidios simples y siete homicidios calificados". Las familias de las víctimas recibieron una compensación financiera por parte del gobierno chileno.
Posteriormente fue condenado por el delito de negociación incompatible, ya que en 1987 intentó vender el terreno donde se encuentra Villa Grimaldi a una empresa inmobiliaria conformada por su esposa, familiares y amigos.

## Presidio y muerte
Estuvo primero recluido en el penal de Punta Peuco, en la comuna de Til Til, y después fue trasladado al Cordillera, en Peñalolén, donde compartía la cabaña n.º 5 con el general César Manríquez Bravo y el teniente coronel David Miranda. Cuando esta cárcel, catalogada como de cinco estrellas por las excelentes condiciones que en ella habían, fue clausurada a fines de septiembre de 2013 por orden del presidente Sebastián Piñera, fue llevado nuevamente a Punta Peuco, donde quedó instalado en el módulo 4. Punta Peuco ha sido criticada también por la situación de privilegio en que viven los internos, en comparación al resto de los complejos penitenciarios chileno.
Estaba desde el 15 de julio de 2021 internado en el Hospital Militar de Santiago tras padecer hipertensión aguda, enfermedad crónica a la próstata y múltiples patologías. Finalmente falleció el 11 de agosto de ese año.

## Familia
Hijo de Juan Salas y Violeta Wenzel. Su hermana Cristina Salas, fue designada alcaldesa de la comuna de San Bernardo entre los años 1985 y 1989. En 2013, su hija Gisela Salas protestó por el cierre del penal Cordillera y calificó al presidente Sebastián Piñera de "desleal con la familia militar".
El 21 de septiembre de 1987 la propiedad conocida como "Villa Grimaldi" fue vendida por la Central Nacional de Informaciones representada por Hugo Iván Salas Wenzel, entonces Brigadier General del Ejército, a la constructora E.G.P.T. Limitada. Dicha propiedad fue vendida por el SERVIU a la CNI el 7 de agosto de 1980, no obstante haberse usado por este organismo desde 1974. E.G.P.T. Limitada tenía por socios a Alfredo González Leiva, Rosa Ximena Salas Wenzel y María Gisela Larenas Letelier, siento estos cuñado, hermana y cónyuge de Hugo Salas Wenzel.